# 傑瑞德·崔歐洛
傑瑞德·羅伯特·崔歐洛（英語：Jared Robert Triolo，1998年2月8日—），為美國職棒大聯盟的內野手，目前效力於匹茲堡海盜。

## 職業生涯
2019年大聯盟選秀，崔歐洛在第二輪72順位被海盜選中。該年他從低階1A開季，隔年小聯盟賽事因COVID-19疫情肆虐全面暫停。2021年，他升上高階1A，隔年升上2A。
2023年，崔歐洛從3A開季。不過他在3月27日進行骨刺移除手術，導致他休息了一個月。後來他在3A繳出3成09的打擊率，並敲出1轟與24分打點。6月28日，崔歐洛登上大聯盟。該年他繳出2成98的打擊率，並敲出3轟與21分打點。
2024年，崔歐洛的打擊率為2成16，並敲出9轟與46分打點。他在這年拿下金手套獎。

## 外部連結
- 球員資訊和成績在MLB ，ESPN ，Retrosheet ，Baseball Reference ，Baseball Reference (Minors) ，Fangraphs （英文）